# 松野こうき
松野 こうき（まつの こうき、1954年6月10日 - ）は、日本のシンガーソングライター、ラジオパーソナリティ。男性。青森県青森市出身。
1980年、ポーラ化粧品のCMソングに起用された「クィーンはまぶしい」がヒットした。過去にはザ・バード・コーポレーションに所属していた。現在もライブ活動を継続しつつ、むさしのFMの番組パーソナリティとして出演中。同FMのパーソナリティ紹介で、好きなものは落語鑑賞と記されている。

## 来歴
1954年6月10日、青森県青森市に生まれる。
本名は松野 将宏。これは両親が名前を付ける際、母親の推す「こうき」という名前に、父親の推す「まさひろ」が押し切られる形で「こうき」に決定。しかし出生届を届けに行った父親が諦めきれずに、独断で「まさひろ」で提出。だが父親は言いだし切れずに、幼少時には「こうき」と呼ばれ続け、小学校に上がる際に戸籍では「まさひろ」と名付けられていることが発覚し、本名「まさひろ」通称「こうき」となっている。
高校生の頃にはギターを弾き、曲の自作もした。しかし学生の頃には画家になることを強く志望しており、本人は「真面目に絵ばっかり描いていた」「絵も音楽も自分を表現する手段の一つ」と語っている。後にアルバム『アナザー・サイド』のジャケット裏面、アルバム『セルフ・トーキング』のジャケットに自画像を載せている。
1980年5月、シングル「クィーンはまぶしい」でデビュー。ポーラ化粧品のCMソングに起用され、同年5月26日付・6月2日付のオリコンチャートで最高28位を記録するヒットとなった。同年、シングル「それはキッスで始まった」、アルバム『アナザー・サイド』、シングル「ルージュ&ムスターシュ」をリリース。レコードでは佐藤準と鈴木茂の編曲による和製シティ・ポップ・AORとも言える音楽だが、ライブでは自身が演奏するアコースティック・ギターとハーモニカの弾き語りスタイル。
1981年8月、シングル「あやまち」をリリース。
1981年10月、静岡放送（SBSラジオ）で始まった2時間の生放送ラジオ番組『フリーステーション1.2.0』に金曜パーソナリティとして出演。この番組のコーナーの1つに、自曲の「あやまち」にちなんだ「あやまちコーナー」があった。リスナーのあやまちエピソードを募集・紹介する内容だが、次第にきわどい話が多く寄せられるようになり、下ネタ話に「アソコがにょっきりする」と形容したことから、やがて「にょっきりのコーナー」と呼ばれるようになる。これらが人気となり、当時の静岡県内では「松野こうき＝にょっきり」と認識され、ライブを開くと「丸坊主の男子中高校生ばかりが前列を占める」といった光景が見られた。当初番組への出演は半年間の予定で1982年4月に一旦降板したが、ファンの要望に応える形で同年10月には担当曜日を月曜に変更した上で復帰（番組自体は1984年4月に終了）。同局では、松野こうきのライブ録音を放送する番組も組まれ、その魅力について「男のロマンを感じさせる」とも紹介した。
1982年4月、シングル「飛び魚キラキラ。」をリリース。「クィーンはまぶしい」の歌詞を変更したリメイク作品で、TDA東亜国内航空（後の日本エアシステム）夏季のコーラルアイランドキャンペーン（奄美群島）のCMソングに起用された。
その後、結婚。妻はかつて「石原愛子」の芸名でタレント活動をしていた人物で、グラビア雑誌やテレビ東京の番宣番組などに出演した経歴がある。
1989年4月、シングル「君に乾杯／あやまち」をリリース。1992年1月、ベスト・アルバム『セルフ・トーキング〜松野こうきベスト〜』をリリース。1993年10月、シングル「心 恋に染めて」をリリース。東海テレビ制作・フジテレビ系ネットの昼ドラ『花の咲く家』の主題歌に起用された。
1995年以降、むさしのFMの番組にラジオパーソナリティとして出演。現在活動している日本のシンガーソングライターも番組内で積極的に紹介し、時おり公開放送などで姿を見せることもある。2009年現在、『朝のエリアゾーン』（火曜・水曜）に出演中。ライブ活動も継続して行なわれている。

## ディスコグラフィ

### シングル
| 発売日         | レーベル                       | 品番                | 面 | タイトル                   | 作詞           | 作曲           | 編曲       |
| -------------- | ------------------------------ | ------------------- | -- | -------------------------- | -------------- | -------------- | ---------- |
| 1980年5月      | ワーナー・パイオニア           | L-341W              | A  | クィーンはまぶしい         | 佐々木克彦     | 松野こうき     | 佐藤準     |
| 1980年5月      | ワーナー・パイオニア           | L-341W              | B  | パーティーはもう終わり     | 門谷憲二       | 松野こうき     | 佐藤準     |
| 1980年9月      | ワーナー・パイオニア           | L-364W              | A  | それはキッスで始まった     | 門谷憲二       | 松野こうき     | 佐藤準     |
| 1980年9月      | ワーナー・パイオニア           | L-364W              | B  | あいつ                     | 門谷憲二       | 松野こうき     | 佐藤準     |
| 1980年11月28日 | ワーナー・パイオニア           | L-376W              | A  | ルージュ＆ムスターシュ     | 結城翔         | 松野こうき     | 信田かずお |
| 1980年11月28日 | ワーナー・パイオニア           | L-376W              | B  | この愛に Good-by           | 松野こうき     | 松野こうき     |            |
| 1981年8月      | ワーナー・パイオニア           | L-1537W             | A  | あやまち                   | 門谷憲二       | 松野こうき     | 佐藤準     |
| 1981年8月      | ワーナー・パイオニア           | L-1537W             | B  | ダンス・ユー・ダンス・ミー | 糸井重里       | 松野こうき     | 佐藤準     |
| 1982年4月10日  | ワーナー・パイオニア           | L-1579              | A  | 飛び魚キラキラ。           | 佐々木克彦     | 松野こうき     | 佐藤準     |
| 1982年4月10日  | ワーナー・パイオニア           | L-1579              | B  | 西海岸で待つお前に         | 門谷憲二       | 松野こうき     | 佐藤準     |
| 1986年4月25日  | ポリドール                     | 7DX-1408            | A  | 時代おくれ                 | 阿久悠         | 森田公一       | 矢野立美   |
| 1986年4月25日  | ポリドール                     | 7DX-1408            | B  | 俺が捨ててきたものは       | みなみらんぼう | 森田公一       | 矢野立美   |
| 1989年4月25日  | ワーナー・パイオニア           | 09L3-4080 09L5-4080 | A  | 君に乾杯                   | 松野こうき     | 松野こうき     | 渡辺俊幸   |
| 1989年4月25日  | ワーナー・パイオニア           | 09L3-4080 09L5-4080 | B  | あやまち                   | 門谷憲二       | 松野こうき     | 佐藤準     |
| 1993年10月25日 | ワーナーミュージック・ジャパン | WPDL-4374           | 1  | 心 恋に染めて              | 荒木とよひさ   | 鈴木キサブロー | 川村栄二   |
| 1993年10月25日 | ワーナーミュージック・ジャパン | WPDL-4374           | 2  | サカナ                     | 松野こうき     | 松野こうき     |            |

### アルバム
- アナザー・サイド（1980年9月25日　ワーナー・パイオニア）
- 規格品番　LP:L-12008W CT:LKF-7014
- 収録曲

全作曲：松野こうき
Side 1
全編曲：佐藤準
1. Tiny Bubbles　作詞：大川茂
2. クィーンはまぶしい　作詞：佐々木克彦
3. あいつ　作詞：門谷憲二
4. たった一杯のジンフィズで　作詞：康珍化
5. 西海岸で待つお前に　作詞：門谷憲二

Side 2
1. グッド・モーニング　作詞：門谷憲二　編曲：鈴木茂
2. それはキッスで始まった　作詞：門谷憲二　編曲：佐藤準
3. みなとまつり　作詞：うづきさくら子　編曲：佐藤準
4. パーティーはもう終り　作詞：門谷憲二　編曲：佐藤準
5. バーボン・ストリート　作詞：松野こうき　編曲：鈴木茂

参加ミュージシャン
キーボード：佐藤準
ドラムス：菊地丈夫
エレクトリックベース：岡沢茂
エレクトリック・ギター：鈴木茂
アコースティック・ギター：笛吹利明
パーカッション：斉藤ノブ、ペッカー
アルト・サクソフォーン：ジェイク・コンセプション
ハーモニカ：八木のぶお（「あいつ」、「みなとまつり」）
- セルフ・トーキング〜松野こうきベスト〜（1992年1月25日、ワーナーミュージック・ジャパン　WPCL-609）
- セルフ・トーキング 松野こうきベスト／SELF TALKING〜Best of KOHKI MATSUNO〜（AOZORA RECORD　AOZO-101）

収録曲
1. クィーンはまぶしい
2. それはキッスで始まった
3. パーティはもう終り
4. ダンス・ユー・ダンス・ミー
5. あやまち
6. 西海岸で待つお前に
7. あいつ
8. ルージュ&ムスターシュ
9. たった一杯のジンフィズで
10. この愛にグッバイ
11. バーボン・ストリート
12. 君に乾杯

### 未発表曲
ライブで演奏されたりラジオ放送で紹介されているが、レコード・CDとしては発売していない曲に「レフト・アローン」、「ムーン・フライト」等がある。

## 出演

### ライブ
年月・場所が判明しているもの
- 1982年
  - 3月27日　静岡県浜松市「西武百貨店 City8」
  - 5月2日　静岡県静岡市「パルシェ・コミュニティ・ホール」）
  - 6月12日　静岡県静岡市紺屋町「サーカスタウン」）
  - その他　『パワー・アコースティック・ライブ』（北海道・東北地方）ワーナー・パイオニアのアーティストによるチャリティ・ライブ
- 1983年
  - 4月29日・7月29日　静岡県掛川市「LIVE HOUSE ひょうたん島」
- 1988年
  - 8月20日　エフエム青森開局1周年記念『ポップナウ』（青函博エアドーム）
- 1990年
  - 12月27日　『アコースティック・イマジネーション』瀬戸口修共同プロデュース
- 2000年
  - 8月20日　『あおもりフォーク村夏まつり2000』（青森県）
- 2004年
  - 8月17日　『次世代と繋ぐジョイントコンサート」（西多摩郡檜原村「フジの森」）
- 2005年
  - 11月26日　『唄の市ジャンボリー』（渋谷区神泉「ランタン」）
- 2006年
  - 11月25日　『唄の市ジャンボリー』（吉祥寺「武蔵野公会堂」）
- 2008年
  - 6月15日　『LIVE クィーンはまぶしい』（江古田「江古田マーキー」）
  - 11月1日　『LIVE Time Traveler』（江古田「江古田マーキー」）庄野真代とのジョイント・ライブ
  - 11月15日　『10th デイオフライブ』（千葉県南房総館山平砂浦「ペンションDAYOFF」）
- 2009年
  - 2月21日　『むさしのFM「'70sトラベラー」スペシャルライブ』（「武蔵野商工会館」）
- 2014年
  - 6月27日　『松野こうきライヴ[can,let key!]』（吉祥寺「吉祥寺スターパインズカフェ」）

### ラジオ
- 静岡放送（SBS）
  - 『フリーステーション1.2.0』（1981年10月〜1982年4月2日、金曜日担当。1982年10月〜1984年3月、月曜日担当）[2]「あやまちコーナー」他
- JFN
  - 『うたのプロムナード』（1988年）
  - 『FM歌謡リクエスト』
- むさしのFM
  - 『松野こうきのサンデープロムナード』
  - 『サンデーむさしの寄席』
  - 『松野こうきの日曜冒険王』（2000年〜2004年）
  - 『わたしの好きなこの街で』（2008年8月〜）
  - 『朝のエリアゾーン』火・水曜日担当（〜2009年）「'70sトラベラー」他
  - 『Talking Loud』